# Hombres, razas y costumbres
Hombres, razas y costumbres (en català, Homes, races i costums) fou un àlbum de cromos publicat per l'Editorial Ruiz Romero a Barcelona el 1972, dedicat a la divulgació de nocions d'etnografia i antropologia cultural. La col·lecció, amb textos de Fernando Manuel Sesén i il·lustracions de Joaquim Vehí, mirava d'acostar als nens la realitat sociocultural dels diferents grups ètnics del món, agrupats per continents i classificats en funció dels seus trets morfològics i fenotípics, concepte designat a l'àlbum com a «raça».
L'obra, minuciosa i documentada pel que fa a la relació de les diverses minories ètniques estudiades, presenta però uns punts de vista antropològics obsolets, ben allunyats dels que defensa avui dia la comunitat científica. Com a exemple, a la presentació de l'àlbum s'hi diu:
| «                                                                | […] Hi ha tres races o troncs ètnics, el tronc caucasoide, o raça blanca, el tronc mongoloide, o raça groga, i el tronc negroide, o raça negra. Dins d'aquestes subespècies, hi ha diferències marcades que permeten nous agrupaments[…] L'objecte del present àlbum és conèixer les més destacades diferències humanes que constitueixen aquest laberint de sub-races, grups racials i tribus. | » |
| — Fernando Manuel Sesén, Hombres, razas y costumbres (1972) p. 1 | |   |

Al curtmetratge No es la imagen, es el objeto (2008) el cineasta Andrés Duque arregla els comptes amb el món colonial, racista i classista que li presentaven a la seva joventut mitjançant aquest àlbum.

## Continguts
Malgrat que la classificació d'éssers humans per races és actualment molt discutida (hi ha debat sobre el grau en què les categories racials són biològicament justificades i socialment construïdes, així com el grau en què les realitats de la raça s'han d'admetre perquè la societat pugui comprendre i lluitar contra el racisme), a l'Espanya franquista de la dècada de 1970 era un concepte àmpliament assumit pel gruix de la població. Això explica el fet que l'àlbum estigui farcit d'estereotips i tòpics tronats, fregant sovint l'etnocentrisme. Així, per exemple, els kurds hi són descrits com a «poble rebel, principalment dedicat al robatori i al pillatge», dels fang se'ns diu que «la tribu fang del Camerun, procedeix del sud-est i és notable per la seva pell clara i el desenvolupament de la seva intel·ligència, que denota marcada influència camita», mentre que «el francès és alt, esvelt, de pell blanca rosada, intel·ligència viva i caràcter apassionat».
A tall d'exemple, tot seguit es recullen algunes descripcions contingudes a l'àlbum, triades aleatòriament per tal d'il·lustrar-ne l'esperit:
- «La raça Mediterrània, amb les seves característiques de vigor intel·lectual, fantasia, esperit artístic i laboriositat, domina les costes de Llevant i del Sud».[d][8]
- «El tipus racial basc […] alçada elevada, 1,71 m de mitjana, pell blanca, cos ben proporcionat i musculós, enorme resistència física […] que resulta no només en excel·lents pastors i agricultors, sinó també en perfectes marins dedicats especialment a la pesca».[8]
- «Els celtes, gent fornida, de cabells rossos i pell clara».[8]
- «Els seminola són d'estatura alta, 1,72 m de mitjana, pell fosca, pòmuls sortints i cabells i ulls també foscos».[9]
- «Els maoris, aborígens de Nova Zelanda, pertanyen a la raça polinèsia i el seu tipus varia considerablement, ja que alguns són de color clar, cabells negres llisos i trets polinèsics regulars, mentre que uns altres tenen un color marró fosc, cabells arrissats i fins i tot cresps i el llarg nas arquejat dels papús».[10]

Pel que fa als dibuixos de Joaquim Vehí (autor tant dels cromos com de les il·lustracions de l'àlbum), cal dir que són de gran qualitat i reflecteixen fidelment els trets fisiològics més característics de cada tipus ètnic, així com el seu context cultural (indumentària, ornaments, eines) i social (poblacions, treballs, celebracions). Sovint, però, cau en els tòpics de l'època a l'hora de mostrar determinats arquetips, com ara quan dibuixa els personatges més representatius d'alguns estats d'Europa al mapa corresponent: una andalusa ballant flamenc ocupa tota la península Ibèrica, un tirolès amb pantalons curts, Alemanya i un gaiter escocès amb kilt, l'illa de la Gran Bretanya.

## Característiques
L'àlbum mesura aproximadament 23,5 x 33 cm, té 48 pàgines i la col·lecció completa consta de 295 cromos de 6,5 x 9 cm cadascun. Tots els cromos, del tipus tradicional (calia fer servir cola per a enganxar-los a l'àlbum), són dibuixos a color obra de Joaquim Vehí, i alguns d'ells calia retallar-los i enganxar-los per la base al mapa del continent corresponent. Tant l'àlbum com els cromos es venien a l'època a llibreries, papereries i quioscs (els cromos, en sobres tancats al preu d'una pesseta). De cara al llançament de l'àlbum, l'editorial endegà una campanya de màrqueting consistent a enviar representants de l'empresa als col·legis i, un cop allà, anaven classe per classe i en sortejaven dues o tres unitats entre els nens, a més de regalar uns quants cromos a tots els alumnes per a començar la col·lecció, una estratègia que també varen emprar els editors de Vida y Color i els d'El porqué de las cosas entre d'altres.
L'àlbum està enfocat com si fos un viatge al voltant dels cinc continents, començant per l'extrem més occidental d'Europa (Portugal) i acabant a les Filipines, amb cinc grans capítols (un per a cada continent), en els quals s'enumeren multitud de grups ètnics i se n'il·lustren uns quants per mitjà dels cromos. Al final de cada capítol hi ha una mena de trencaclosques que calia completar amb cromos, representant el mapa del continent en qüestió. Un cop complet el trencaclosques, calia enganxar-hi als punts assenyalats els cromos corresponents (personatges i monuments representatius), prèviament retallats, per tal de conformar una mena de mosaic de resum d'aquell continent.

### Estructura
L'obra se subdivideix en els següents capítols:
- Introducció (p. 1)
- Europa (p. 6-7)
  - Mapa (p. 8-9)
- Asia (p. 10-21/24)
  - Mapa (p. 22-23)
- Africa (p. 25-29/32)
  - Mapa (30-31)
- América (p. 33-39/42)
  - Mapa (p. 40-41)
- Oceanía (p. 43-46/48)
  - Mapa (p. 47)